# Leptochilus biangulatus
Leptochilus biangulatus är en stekelart som beskrevs av Gusenleitner 1977. Leptochilus biangulatus ingår i släktet Leptochilus och familjen Eumenidae. Inga underarter finns listade i Catalogue of Life.